# Jurij Samsonow
Jurij Fiodorowicz Samsonow, ros. Юрий Федорович Самсонов (ur. ?, zm. po 1950 w ZSRR) – radziecki wojskowy (kapitan), dowódca dywizjonu pancernego Rosyjskiej Wyzwoleńczej Armii Ludowej, a następnie batalionu pancernego 29 Dywizji Grenadierów SS podczas II wojny światowej.
Służył w Armii Czerwonej, dochodząc do stopnia kapitana. Po ataku wojsk niemieckich na ZSRR 22 czerwca 1941 r., zdezerterował ze 163 Pułku Kawalerii 9 Dywizji Kawalerii. W listopadzie tego roku wstąpił do Rosyjskiej Wyzwoleńczej Armii Ludowej (RONA). Brał udział w walkach z partyzantami i Armią Czerwoną. Objął dowództwo dywizjonu pancernego RONA, składającego się z kilkunastu zdobycznych sowieckich czołgów i samochodów pancernych. 15 lipca 1942 r., po rozbiciu na pocz. maja tego roku oddziałów partyzanckich w rejonie wsi Tarasowka i Szemiakino, na rozkaz dowódcy RONA Bronisława W. Kamińskiego we wsi Krasnyj Kołodziec uciął szablą głowę dowódcy partyzantów Wasilija W. Czeczerina. Za walki z partyzantką został odznaczony kilkoma medalami wojskowymi. Awansował do stopnia majora. Po przekształceniu RONA w Brygadę Szturmową SS RONA pod koniec lipca 1944 r., został w stopniu Obersturmbannführera Waffen-SS dowódcą batalionu pancernego. Po zakończeniu wojny pod fałszywym nazwiskiem został repatriowany do ZSRR. Zamieszkał w rodzinnej wsi w rejonie Briańska. W 1950 r. został jednak aresztowany przez funkcjonariuszy bezpieczeństwa państwa i skazany na karę śmierci przez rozstrzelanie.